# Cimetière de Wissous
Le cimetière de Wissous est un cimetière situé à Wissous dans le département de l'Essonne, en France.

## Description
Il présente la particularité d'être situé à quelques mètres d’une piste d’envol de l’aéroport d’Orly, et pour cette raison d'être un lieu d'aircraft spotting.

## Historique
Ce cimetière a été créé en 1886. Il est agrandi en 1975.
En 2015, le cimetière a clos une polémique lorsqu'un enfant de la communauté Rom, à la suite d'un imbroglio administratif, ne put pas être enterré au lieu de sépulture de la commune de résidence de ses parents. C'est la commune de Wissous qui conclut l'affaire en offrant son hospitalité à la famille,.

## Personnalités

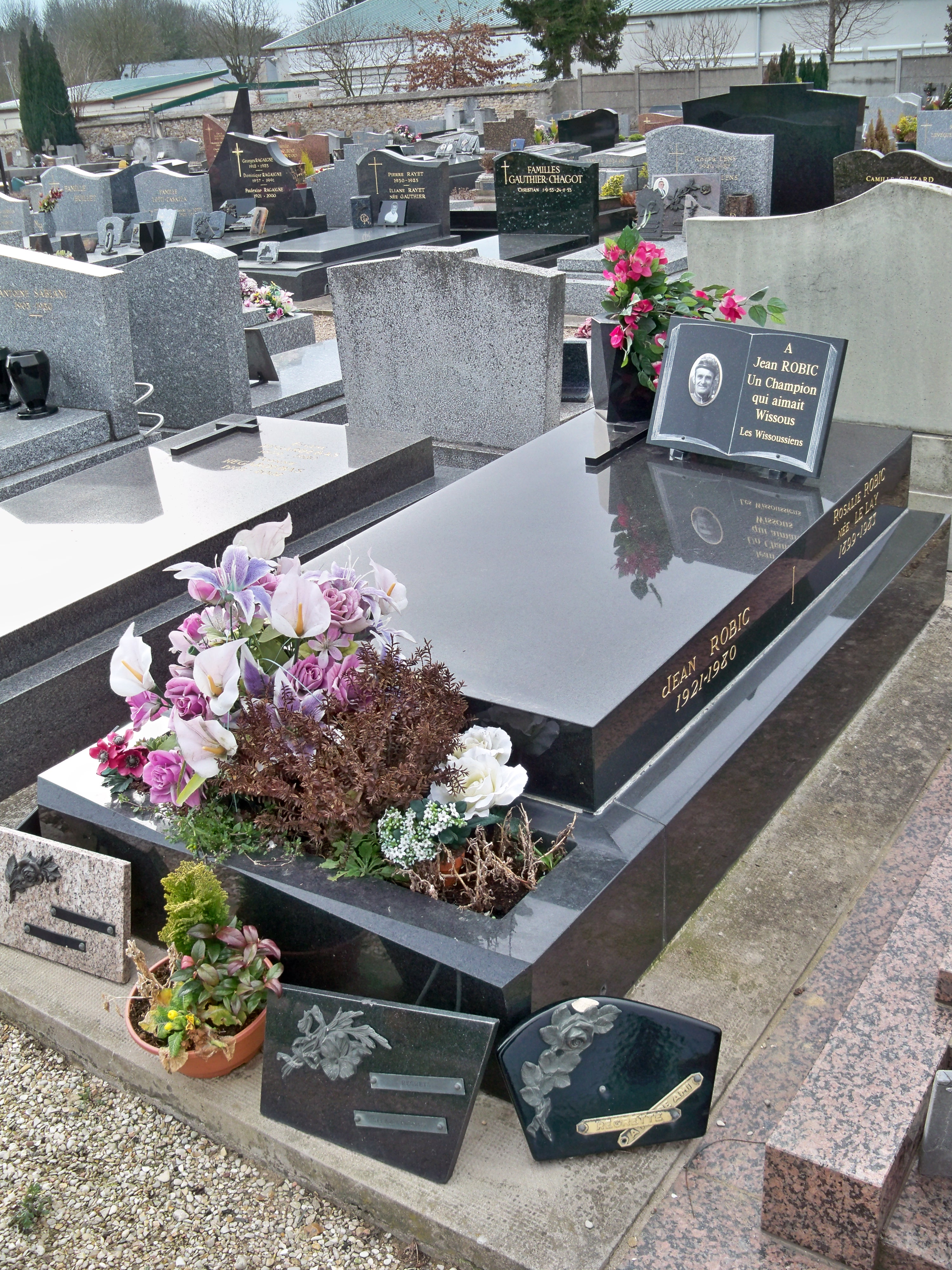
Tombe de Jean Robic, mars 2013.

- Le cycliste Jean Robic (1921-1980)[7].
- Lucien Lavoine, père du chanteur Marc Lavoine[8], qui y situe le début de son roman autobiographique L'homme qui ment[9].
- Le contre-amiral Henri Tétrel (1910-2001) et sa famille[10].
- Le diplomate Albert Millot.
- Paul Purrey, ancien maire de la ville[11].